# Lispe probohemica
Lispe probohemica este o specie de muște din genul Lispe, familia Muscidae. A fost descrisă pentru prima dată de Speiser în anul 1914. Conform Catalogue of Life specia Lispe probohemica nu are subspecii cunoscute.